# Церква Святого Пророка Іллі (Яремче)
Церква Святого Пророка Іллі  — колишня унікальна пам’ятка архітектури, споруджена у гуцульському стилі у формі хреста в Яремче. Згоріла в 2014 році, поряд з нею в 2015 збудована сучасна церква в подібному стилі.

## Місце знаходження
Дерев’яна церква знаходиться на території монастиря отців студитів у с. Дора (вул. Свободи,148), яке входить до Яремчанської міської ради. Церква св. пророка Іллі  покрита дерев’яною ґонтою. Увінчують церкву 2 куполи: центральний триярусний і задній двоярусний. Інтер’єр декоровано спеціальним орнаментом та зображеннями, випаленими на дереві.
Церква збудована біля центральної дороги, що веде з Івано-Франківська до Рахова. Недалеко початок маршруту на гору Маковиця. Звідси також зручно дістатися до центру Яремче та в будь-який куточок Дори. Від монастиря легко вийти до берегів річки Прут, де є хороші місця для купання.

## Історія
Монастир св. пророка Іллі постав наприкінці серпня 1935 р. За благословенням митрополита Андрея Шептицького й ігумена Климентія Шептицького, а також за згодою владики Григорія Хомишина, зі Святоуспенської Унівської лаври в село Дора приїхало троє ченців-студитів. Подружжя освітян зі Львова Ілля та Іванна Кокорудзи подарували для потреб обителі два будинки і прилеглу до них землю. В одному з приміщень була облаштована каплиця. У 1936 році Монастир студитів налічував уже 7 іноків.

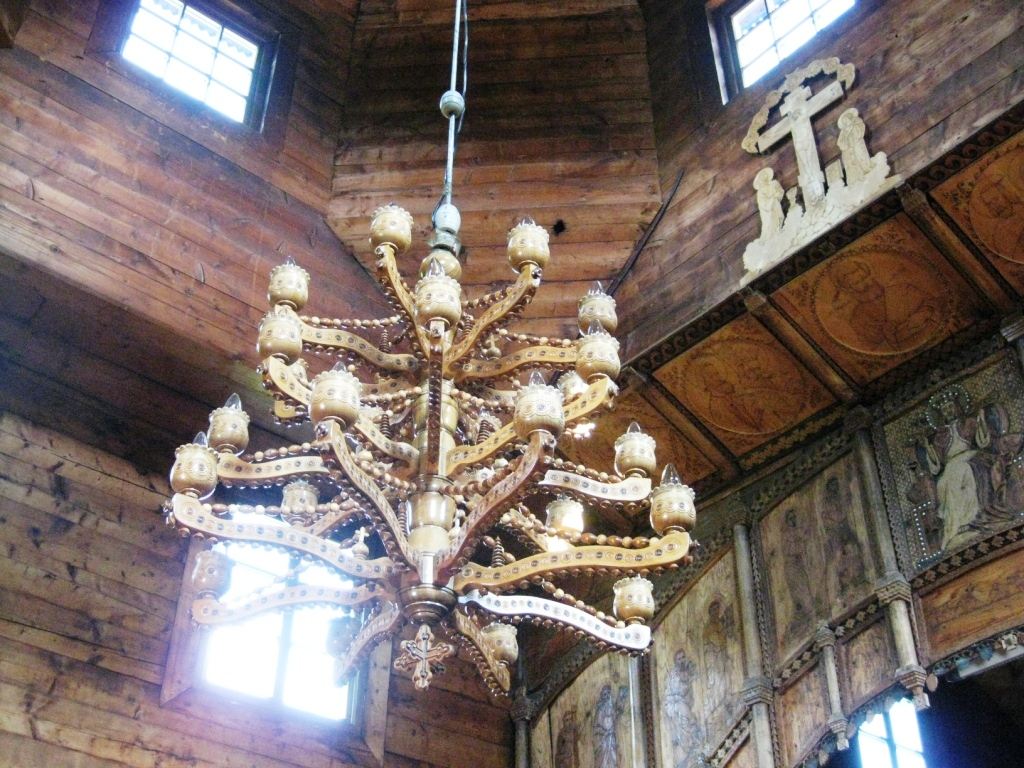
Інтер'єр церкви, 2009

Будівництво монастирського храму розпочато у 1937 р., і завершено вже в 1938 р. Та оскільки коштів бракувало, порадившись з секретарем, війт села Дора Андрій Бойко на зібранні повідомив, що громада виділить ліс для будівництва безкоштовно. Будівельні роботи велися під керівництвом майстрів Івана Яворського з с. Заріччя та Петра Григорчука з с. Жаб’є (Верховина).
До будівництва церкви монахи молились в церкві чуда Святого Архистратига Михаїла, розташованій в селі.
Від початку заснування у монастирі велася активна культурна та просвітницька діяльність. Монахи організвули ремісничу школу, де місцеві мешканці могли навчатися шевству та столярці. У радянський період тут влаштовано склад, згодом – музей атеїзму (1963 - 1990). У 1990 р. церква була повернута студитам, які провели реставрацію та відновили монастир. Незабаром недалеко від храму було засновано жіночий монастир Згромадження сестер милосердя св. Вікентія.
Останні роки свого існування церква була діючою, там постійно проводилися богослужіння. Особливо ж багато прочан приїжджало щороку на свято св. пророка Іллі .

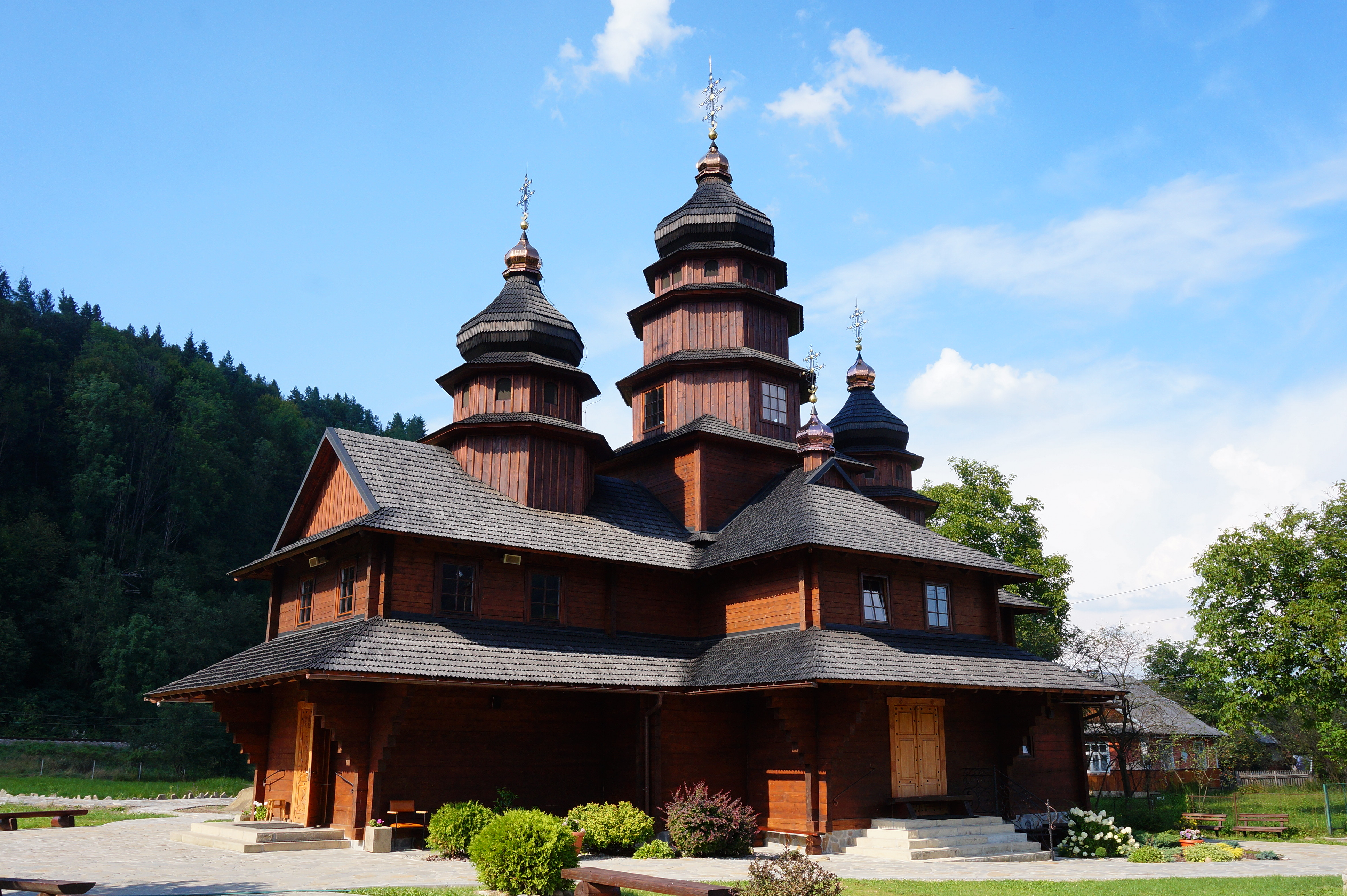
Збудована 2015 року сучасна церква

Церква згоріла 15 березня 2014 році. Місцеві жителі підозрюють, що трагедія сталася внаслідок підпалу; ДСНС, своєю чергою, вважає основною версією коротке замикання. Станом на літо 2015 розслідування не встановило винних.
Одразу після пожежі парафіяни вирішили відбудувати храм святого Іллі. Автором проєкту нової церкви став львівський архітектор Роман Сулик. Нова культова споруда більша за згорілу, розташована далі від дороги, і при будівництві використано іншу деревину; водночас вона вирішена в подібному стилі й також цілком дерев'яна, без жодного цвяха. Нову церкву звели швидко: в листопаді 2014 залили фундамент, будівництво тривало дев'ять місяців, і вже 18 жовтня 2015 її освятили.